# Circuladô
Circuladô é o décimo sexto álbum de estúdio do músico e compositor brasileiro Caetano Veloso, lançado em novembro de 1991. As composições do álbum foram influenciadas pelo movimento concretista, especialmente na obra de Haroldo de Campos e seu poema Circuladô de fulô, que é recitado na faixa homônima.

## Faixas
Todas as letras escritas e compostas por Caetano Veloso, exceto onde indicado.
| Lista de faixas de Circuladô |                                       |                                  |                                                                                               |         |  |
| N.º                          | Título                                | Compositor(es)                   | Vocais adicionais                                                                             | Duração |  |
| 1.                           | "Fora da Ordem"                       | Caetano Veloso                   | Gilberto Gil Bebel Gilberto Audrey Martells Laurie Andriamampianina Kazu Makino Billy Carrion | 5:54    |  |
| 2.                           | "Circuladô de Fulô"                   | Caetano Veloso Haroldo de Campos |                                                                                               | 3:29    |  |
| 3.                           | "Itapuã"                              | Caetano Veloso                   | Moreno Veloso                                                                                 | 3:36    |  |
| 4.                           | "Boas Vindas"                         | Caetano Veloso                   | Gilberto Gil                                                                                  | 3:42    |  |
| 5.                           | "Ela Ela"                             | Caetano Veloso Arto Lindsay      |                                                                                               | 2:03    |  |
| 6.                           | "Santa Clara, Padroeira da Televisão" | Caetano Veloso                   |                                                                                               | 2:12    |  |
| 7.                           | "Baião Da Penha"                      | Caetano Veloso Guio de Morais    |                                                                                               | 3:25    |  |
| 8.                           | "Neide Candolina"                     | Caetano Veloso                   |                                                                                               | 3:25    |  |
| 9.                           | "A Terceira Margem do Rio"            | Milton Nascimento Caetano Veloso |                                                                                               | 4:10    |  |
| 10.                          | "O Cu Do Mundo"                       | Caetano Veloso                   | Gal Costa Gilberto Gil                                                                        | 2:07    |  |
| 11.                          | "Lindeza"                             | Caetano Veloso                   |                                                                                               | 4:00    |  |
| Duração total:               | Duração total:                        | Duração total:                   | Duração total:                                                                                | 39:53   |  |

## Recepção crítica
| Críticas profissionais | Críticas profissionais |
| Avaliações da crítica  | Avaliações da crítica  |
| Fonte                  | Avaliação              |
| ---------------------- | ---------------------- |
| All Music Guide        | [ 6 ]                  |

| “ | Circuladô afirma a esplendorosa e jovem maturidade de Caetano, que, aliás, chega a um alto nível de fluência e liberdade no modo de relacionar palavras com música, demonstrando, mais uma vez, o domínio das mínimas nuances musicais e poéticas. A faixa Fora da Ordem mostra como ele ultrapassa o limite que obriga uma canção a trazer uma porta fechada. Ele deixa a letra fluir, seguir seu curso. Musicalmente, o disco tem uma limpeza de arranjos bem resolvida. Sua chave, eu acho, está no cruzamento entre as faixas Circuladô de Fulô e Ela Ela. Na primeira, ele trabalha com o texto do poeta de vanguarda Haroldo de Campos, partindo dessa base erudita para chegar numa forma extremamente popular de música nordestina; em Ela Ela os sons da guitarra de Arto (referência ao universo pop) servem de sustentação para a criação de uma música de vanguarda. A citação de Machado de Assis na contracapa ("Mas as polcas não quiseram ir tão fundo") são palavras de um personagem condenado ao sucesso: quer fazer música erudita, mas só consegue ser popular. No caso de Caetano Veloso, essas barreiras, é certo afirmar, já não existem mais. José Miguel Wisnik. | ” |

| “ | Considero Circuladô um dos momentos mais altos da produção de Caetano. É um CD no qual ele retoma a interessante linha de experimentalismo do disco Araçá Azul, de 1973, harmonizando-o com o cantabile de suas canções mais pulsivas e singelas. Devo destacar que o trabalho que ele fez, ao musicar o fragmento 'Circuladô de Fulô', de minhas 'Galáxias' (poemas), é particularmente admirável por retratar com fidelidade seu conteúdo. Caetano ouviu-me ler esse texto apenas uma vez – recordo-me que foi em 1969 –, quando tive oportunidade de visitá-lo no seu exílio londrino. Para mim, foi gratificante. Ele soube restituir-me com extrema sensibilidade – uma característica dele – o clima do meu poema, que é, todo ele, voltado à celebração da inventividade dos cantadores nordestinos no plano da linguagem e do som, na grande tradição oral dos trovadores medievais. Haroldo de Campos. | ” |

| “ | Brilliant... the album moves from gentle samba to harder funk and bits of experimentation, mixing mild dissonance with Mr. Veloso's gentle voice. The New York Times. | ” |

Em 2022, foi eleito um dos melhores discos da música brasileira dos últimos 40 anos em uma enquete do jornal O Globo que reuniu 25 especialistas, incluindo Charles Gavin, Vera Magalhães, Leonardo Bruno, Nelson Motta, Rodrigo Faour, Tárik de Souza, Ricardo Alexandre, Arthur Dapieve, Paulo Cesar de Araújo e Roberta Martinelli, entre outros nomes.